# Izumisano
Izumisano (Japans: 泉佐野市, Izumisano-shi) is een stad in de prefectuur  Osaka, Japan. In oktober 2016 telde de stad 100.649 inwoners. Izumisano maakt deel uit van de metropool Groot-Osaka. De Internationale Luchthaven Kansai ligt gedeeltelijk in de stad.

## Geschiedenis
Op 1 april 1948 werd Izumisano benoemd tot stad (shi).
Steden:
Daito · Fujiidera · Habikino · Hannan · Higashiosaka · Hirakata · Ibaraki · Ikeda · Izumi · Izumiotsu · Izumisano · Kadoma · Kaizuka · Kashiwara · Katano · Kawachinagano · Kishiwada · Matsubara · Minoh · Moriguchi · Neyagawa · Osaka (hoofdstad) · Osakasayama · Sakai · Sennan · Settsu · Shijonawate · Suita · Takaishi · Takatsuki · Tondabayashi · Toyonaka · Yao

Districten:
Minamikawachi · Mishima · Senboku · Sennan · Toyono
Gemeenten per district